# Ligusticum
- Commons
- Wikispecies

Ligusticum L. é um género botânico pertencente à família Apiaceae.

## Sinonímia
| - Arafoe Pimenov & Lavrova - Cynapium Nutt. ex Torr. & A. Gray - Ligusticopsis Leute - Lomatocarpa Pimenov - Macrosciadium V. N. Tikhom. & Lavrova | - Pachypleurum Ledeb. - Paraligusticum V. N. Tikhom. - Tamamschjania Pimenov & Kljuykov - Tilingia Regel |

## Espécies
| - Ligusticum ajanense - Ligusticum apiifolium - Ligusticum brachylobum - Ligusticum calderi - Ligusticum californicum - Ligusticum canadense - Ligusticum canbyi - Ligusticum filicinum - Ligusticum gingidium - Ligusticum grayi - Ligusticum holopetalum - Ligusticum hultenii | - Ligusticum ibukicola - Ligusticum jeholense - Ligusticum monnieri - Ligusticum mutellina - Ligusticum mutellinoides - Ligusticum porteri - Ligusticum scoticum - Ligusticum sinense - Ligusticum tenuifolium - Ligusticum vaginatum - Ligusticum verticillatum - Ligusticum wallichii |

- «Lista completa»

## Classificação do gênero
| Sistema | Classificação                    | Referência               |
| ------- | -------------------------------- | ------------------------ |
| Linné   | Classe Pentandria, ordem Digynia | Species plantarum (1753) |